# Samsung Electronics

Risultati trimestrali Samsung Electronics : Elettronica di consumo : Soluzioni per dispositivi : IT e comunicazioni mobili

La Samsung Electronics Co., Ltd. (nota anche con l'acronimo SEC, in coreano 삼성전자, pronuncia /samsʌŋ t͡ɕʌnt͡ɕa/, letteralmente "tristar electronics") è una società multinazionale di elettronica sudcoreana con sede a Suwon, in Corea del Sud, tra i maggiori produttori mondiali nel settore dell'elettronica di consumo e degli elettrodomestici. A causa di alcune proprietà incrociate, è la compagnia di punta del chaebol Samsung, pari al 70% delle entrate del gruppo nel 2012. Samsung Electronics ha catene di montaggio e reti di vendita in 80 paesi e impiega circa 308.745 persone. È il maggiore produttore mondiale di elettronica di consumo e semiconduttori per fatturato. A giugno 2018, la capitalizzazione di mercato di Samsung Electronics era pari a 325,9 miliardi di dollari.

## Storia

### La creazione e i primi anni (1969-1987)
'Venne creata col nome di Samsung Electric Industries come parte industriale del Gruppo Samsung nel 1969 a Suwon, in Corea del Sud, divisione elettronica del Gruppo Samsung. Sebbene il gruppo non disponesse di tecnologia e risorse sufficienti perché è entrato nel settore più tardi anche rispetto ai suoi concorrenti all'interno del paese, e sebbene abbia attirato da loro una notevole quantità di critiche per la collaborazione con aziende giapponesi, Samsung Electric è riuscita a stabilire una joint venture chiamata Saumsung-Sanyo Electric con Sanyo e Sumitomo Corporation del Giappone nello stesso anno in cui è entrata in affari. I suoi primi prodotti erano apparecchi elettronici ed elettrici tra cui televisori, calcolatrici, frigoriferi, condizionatori d'aria e lavatrici. Nel 1970 Samsung Group fondò un'altra filiale, Samsung-NEC, insieme alla giapponese NEC Corporation e alla Sumitomo Corporation per produrre elettrodomestici e dispositivi audiovisivi. Nel 1974 il gruppo si espanse nel settore dei semiconduttori acquisendo Korea Semiconductor, una delle prime strutture di produzione di chip nel paese in quel momento. L'acquisizione di Korea Telecommunications, un produttore di sistemi di commutazione elettronica, venne completata all'inizio del successivo decennio nel 1980.
Nel 1981 Samsung Electric Industries aveva prodotto oltre 10 milioni di televisori in bianco e nero. Nel febbraio 1983, il fondatore di Samsung, Lee Byung-chull, insieme al consiglio di amministrazione e all'accordo di Samsung sull'industria e alle società e aiutando sponsorizzando l'evento, fece un annuncio in seguito soprannominato la "dichiarazione di Tokyo", in cui dichiarò che Samsung intendeva diventare un fornitore di memoria ad accesso casuale dinamico (DRAM). Un anno dopo, Samsung annunciò di aver sviluppato con successo una DRAM da 64 kb. Nel processo, Samsung utilizzò le tecnologie importate dalla Micron Technology degli Stati Uniti per lo sviluppo di DRAM e Sharp del Giappone per SRAM e ROM. Nel 1988 Samsung Electric Industries si fuse con Samsung Semiconductor & Communications per formare Samsung Electronics, come in precedenza, non erano state una società leader insieme, ma non erano rivali, infatti stettero in contatto fino a quando non si unirono.

### L'espansione ed il contrasto con la concorrenza (1988-1995)
Samsung Electronics lanciò il suo primo telefono cellulare nel 1988, sul mercato sudcoreano. Inizialmente le vendite furono scarse e all'inizio degli anni '90 Motorola deteneva una quota di mercato di oltre il 60% nel mercato della telefonia mobile del paese rispetto al solo 10% di Samsung. La divisione di telefonia mobile di Samsung dovette contrastare anche i prodotti di qualità scadente e di qualità inferiore fino alla metà degli anni '90 e l'uscita dal settore fu un argomento di discussione frequente all'interno dell'azienda.

### Le innovazioni e le strategie di progettazione (1995–2008)
Lee Kun-Hee decise che Samsung doveva cambiare strategia. La società accantonò la produzione di molte linee di prodotti sotto-vendita e perseguì invece un processo di progettazione e produzione di componenti e investimenti in nuove tecnologie per altre società. Inoltre, Samsung delineò un piano decennale per scrollarsi di dosso l'immagine di "marchio economico" e sfidare Sony come il più grande produttore di elettronica di consumo al mondo. In questo modo, si sperava che Samsung potesse capire come venivano prodotti i prodotti e dare un vantaggio tecnologico in futuro. Questa paziente strategia di integrazione verticale dei componenti di produzione diede i suoi frutti a Samsung alla fine degli anni 2000.
Una strategia complementare di leadership del marchio venne inoltre avviata dal presidente Lee quando dichiarò il 1996 "l'anno della rivoluzione del design" di Samsung. Il suo obiettivo era quello di sviluppare le capacità di progettazione Samsung come risorsa competitiva e trasformare l'azienda in un leader mondiale nella progettazione. Tuttavia, questo sforzo richiese importanti cambiamenti nella cultura, nei processi e nei sistemi aziendali. Integrando un sistema e una strategia di gestione del design completi nella cultura aziendale, Samsung riuscì a sviluppare un pluripremiato portafoglio di design di prodotti alla fine degli anni '90, determinando una significativa crescita del patrimonio netto del marchio.
Mentre Samsung si allontanava dai mercati di consumo, la società ideò un piano per sponsorizzare i principali eventi sportivi. Uno di questi sponsor era per le Olimpiadi invernali del 1998 tenute a Nagano, in Giappone.
Come un chaebol, Samsung Group esercitò ricchezza che permise all'azienda di investire e sviluppare nuove tecnologie piuttosto che costruire prodotti a un livello che non avrebbero avuto un buon impatto sulle finanze di Samsung.
Samsung registrò una serie di innovazioni tecnologiche, in particolare nel campo della memoria, oggi comuni nella maggior parte dei prodotti elettrici. Ciò include la prima DRAM al mondo da 64 MB nel 1992, 256 MB DRAM nel 1994, 1 GB DRAM nel 1996. Nel 2004 Samsung sviluppò il primo chip di memoria flash NAND da 8 GB e un accordo di produzione venne raggiunto con Apple nel 2005. Nel 2005 venne siglato un accordo per fornire ad Apple chip di memoria e, a partire da ottobre 2013, Samsung rimane un fornitore chiave di componenti Apple, producendo i processori A7 che si trovano all'interno del modello iPhone 5S.

### Lo sviluppo nell'elettronica di consumo (2008-presente)

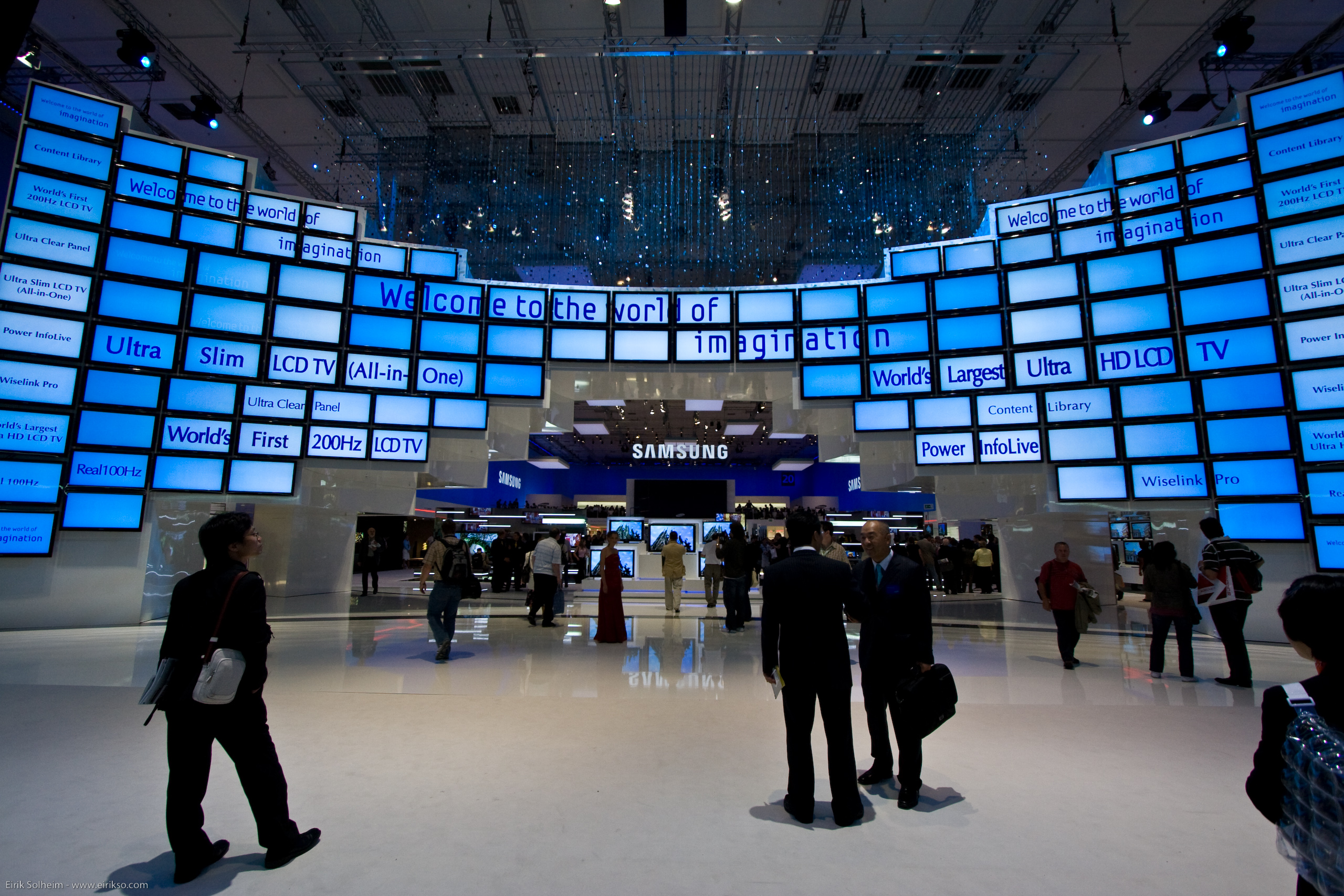
Il display Samsung all'International Funkausstellung 2008 di Berlino

Per quattro anni consecutivi, dal 2000 al 2003, Samsung ha registrato utili netti superiori al 5%; questo è stato in un momento in cui 16 delle 30 principali società sudcoreane hanno smesso di operare sulla scia di una crisi senza precedenti.
Nel 2005 Samsung Electronics ha superato per la prima volta la sua rivale giapponese, la Sony, diventando il ventesimo marchio di consumo più grande e popolare al mondo, come misurato da Interbrand.
Nel 2007 Samsung Electronics è diventata la seconda casa produttrice di telefoni cellulari al mondo, superando per la prima volta Motorola. Nel 2009 Samsung ha realizzato un fatturato totale di 117,4 miliardi di dollari, superando Hewlett-Packard diventando la più grande azienda tecnologica al mondo nelle vendite.
Nel 2009 e nel 2010, gli Stati Uniti e l'UE hanno multato la società, insieme ad altri otto produttori di chip di memoria, per la sua parte in un sistema di fissazione dei prezzi che si è verificato tra il 1999 e il 2002. Altre società multate includevano Infineon Technologies, Elpida Memory e Micron Technology. Nel dicembre 2010, l'UE ha concesso l'immunità a Samsung Electronics per aver agito come informatore durante l'indagine (LG Display, AU Optronics, Chimei InnoLux, Chunghwa Picture Tubes e HannStar Display sono stati implicati a seguito dell'intelligence dell'azienda).
Nonostante la sua costante espansione, Samsung, insieme al suo presidente Lee Kun-hee, ha sviluppato una reputazione di insicurezza riguardo alla sua stabilità finanziaria e al potenziale insorgere di future crisi. Dopo essere tornato da un periodo di pensionamento temporaneo nel marzo 2010, Kun-hee ha dichiarato che "il futuro di Samsung Electronics non è garantito perché la maggior parte dei nostri prodotti di punta sarà obsoleto tra 10 anni".
La società ha fissato un obiettivo ambizioso di raggiungere 400 miliardi di entrate annue entro dieci anni. La società ha 24 centri di ricerca e sviluppo in tutto il mondo, e dai primi anni 2000 e nella Vision 2020, Samsung ha sottolineato la ricerca e lo sviluppo tecnico. Tuttavia, il gran numero di reclami online indica che la società è debole nell'ascoltare il feedback dei clienti in merito al design della sua tecnologia e software.
Nell'aprile 2011 Samsung Electronics ha venduto le sue operazioni commerciali di HDD a Seagate Technology per circa 1,4 miliardi di dollari. Il pagamento era composto da 45,2 milioni di azioni Seagate (9,6% delle azioni), per un valore di 687,5 milioni di dollari e una somma in contanti per il resto.
Nel maggio 2013 Samsung ha annunciato di essere finalmente riuscita a testare con successo la tecnologia di quinta generazione (5G) potenziata.
Nell'aprile 2013 il nuovo ingresso di Samsung Electronics nella gamma di smartphone della serie Galaxy S, il Galaxy S4 viene reso disponibile per la vendita al dettaglio. Rilasciato come aggiornamento del Galaxy S III più venduto, l'S4 è stato venduto in alcuni mercati internazionali con il processore Exynos dell'azienda.
Nel luglio 2013 Samsung Electronics ha previsto profitti più deboli del previsto per il suo trimestre da aprile a giugno. Mentre gli analisti si aspettavano circa 10,1 bilioni di won, Samsung Electronics ha stimato un profitto operativo di 9,5 bilioni di won sudcoreani (7,5 miliardi di euro). Nello stesso mese, Samsung ha acquisito il produttore di dispositivi di streaming multimediale Boxee per $30 milioni.
L'11 settembre 2013 il capo del settore mobile di Samsung, Shin Jong-kyun, ha dichiarato al Korea Times che Samsung Electronics avrebbe sviluppato ulteriormente la sua presenza in Cina per rafforzare la sua posizione sul mercato rispetto ad Apple. Il dirigente Samsung ha anche confermato che un telefono smartphone a 64 bit sarebbe stato messo in vendita per abbinarsi al processore A7 basato su ARM del modello iPhone 5s di Apple che è stato immesso sul mercato a settembre 2013.
A causa delle vendite di smartphone, in particolare delle vendite di telefoni a basso prezzo in mercati come India e Cina, Samsung ha realizzato guadagni record nel terzo trimestre del 2013. L'utile operativo per questo periodo è salito a circa 10,1 trilioni di won ($9,4 miliardi), una cifra che è stata potenziata dalle vendite di chip di memoria a clienti come Apple, Inc. Il 14 ottobre 2013, Samsung Electronics si è scusata pubblicamente per l'utilizzo di componenti ricondizionati da computer desktop più economici per riparare prodotti di fascia alta, dopo che le pratiche commerciali non etiche della società erano state esposte il giorno precedente dalla rivista di affari correnti di MBC TV, 2580.
Nel febbraio 2014, Barnes & Noble ha annunciato che un nuovo tablet a colori Nook sarebbe stato immesso sul mercato nel 2014. Nel giugno 2014, Barnes & Noble ha annunciato che avrebbe collaborato con Samsung, uno dei leader nei tablet basati su Android, per sviluppare tablet a colori con il marchio intitolato Samsung Galaxy Tab 4 Nook; i dispositivi conterranno l'hardware Samsung, incluso un display da 7 pollici, e il software Nook personalizzato di Barnes & Noble. Il primo Galaxy Tab 4 Nook avrebbe iniziato a essere venduto negli Stati Uniti nell'agosto 2014, con Nook incentrato su software e contenuti e Samsung incentrato sull'hardware. Le specifiche del prodotto pubblicate da Samsung indicano che, a differenza delle ereader avanzate di qualità premium lanciate nel 2012 (NOOK HD e HD+, che "avevano schermi e CPU paragonabili ai migliori tablet di livello medio e premium"), le più economiche le funzionalità del Samsung Galaxy Tab 4 Nook sarebbero state progettate per un livello di mercato inferiore (Android 4.4.2 KitKat su un 1.2 CPU Snapdragon quad-core GHz con 1,5 GB di RAM, Wifi e Bluetooth, oltre a una fotocamera frontale da 1,2 MP e una fotocamera posteriore da 3 MP, risoluzione dello schermo di 1280 x 800 e un prezzo al dettaglio di $ 199; circa $ 80 in più rispetto ai tablet comparabili che non portano un marchio Samsung)."
Samsung ha sponsorizzato i Premi Oscar 2014 (tenutisi il 4 marzo 2014) e, a causa dell'utilizzo del prodotto smartphone Samsung Galaxy Note da parte dell'ospite Ellen DeGeneres in una fotografia selfie di gruppo che è diventata un fenomeno virale online, la società ha donato $3 milioni a due organizzazioni di beneficenza selezionate da DeGeneres. La dichiarazione ufficiale Samsung ha spiegato: "volevamo fare una donazione alle organizzazioni benefiche di Ellen: St Jude's e Humane Society. Samsung donerà 1,5 milioni di dollari a ciascun ente di beneficenza."
Il 17 aprile 2014 Samsung aveva annunciato che avrebbe dismesso il suo negozio di ebook a partire dal 1º luglio 2014 e aveva collaborato con Amazon per introdurre l'app Kindle per Samsung, che avrebbe consentito agli utenti di dispositivi Galaxy che utilizzano fino a Android 4.0 di comprare e leggere contenuti dal catalogo di Amazon di periodici ed e-book e un servizio di libri gratuito, Samsung Book Deals, che avrebbe consentito agli utenti dell'app co-brand di scegliere un e-book gratuito al mese da una selezione fornita da Amazon.
Nel riferire sull'annuncio di Barnes & Noble del 5 giugno 2014 che il rivenditore di libri avrebbe collaborato con Samsung per sviluppare tablet Nook, l'Associated Press ha osservato:
Nel primo trimestre del 2015 l'utile di Samsung è sceso del 39% a 4,35 miliardi USD a causa della maggiore concorrenza per smartphone dell'iPhone 6 e 6 Plus di Apple, nonché di una serie di concorrenti Android.
Nell'agosto 2014 Samsung ha annunciato di aver raggiunto un accordo per l'acquisizione di SmartThings. L'acquisizione è stata vista come una mossa da Samsung per passare a Internet delle cose.
Nel maggio 2015 Samsung ha annunciato una partnership con IKEA, in accordo con il Wireless Power Consortium, per lo sviluppo congiunto di telefoni mobili che consentirebbero la ricarica induttiva Qi al Mobile World Congress. A giugno Samsung ha avviato un'attività LFD dedicata, Samsung Display Solutions, per la gamma SMART di prodotti LED dell'azienda. La gamma SMART di display a LED dell'azienda comprende Signage, Hospitality Display, TV, LED, Cloud Display e Accessori. La società offre le seguenti soluzioni software per clienti all-in-one: MagicInfo, MagicIWB, LYNK SINC, LYNK HMS e LYNK REACH. Le rivolge società ai seguenti settori: Retail, Corporate, ospitalità e trasporti.
Il 16 giugno 2016 Samsung Electronics ha annunciato di aver accettato di acquisire la società di cloud computing Joyent. Gli avrebbe permesso di far crescere i suoi servizi basati su cloud per i suoi smartphone e dispositivi connessi a Internet.
Il 14 novembre 2016 Samsung Electronics ha annunciato un accordo per l'acquisto del produttore americano di apparecchiature automobilistiche Harman International Industries per $8 miliardi. Il 10 marzo 2017 l'acquisizione è stata completata.
Le intercettazioni pubblicate da Wikileaks hanno rivelato nel 2017 l'esistenza di un modello di televisore Samsung, con videocamera e microfono integrati, che era gestito da un software della National Security Agency, in grado di pilotare il televisore da remoto e dare il pieno controllo del mezzo a soggetti terzi. Tramite gli smart TV, capaci di riconoscimento vocale e facciale, è risultato possibile attivare da remoto la registrazione di conversazioni private.
Il 6 aprile 2017 Samsung Electronics ha riferito che i dati finanziari erano aumentati per la società nel trimestre. L'anno precedente, chip di memoria e display flessibili rappresentavano circa il 68% dell'utile operativo di Samsung nell'ultimo trimestre del 2016, un cambiamento rispetto agli anni precedenti, quando il business degli smartphone ha contribuito maggiormente.
Il 2 maggio 2017 Samsung ha ottenuto l'autorizzazione dal Ministero della Terra, delle infrastrutture e dei trasporti della Corea per iniziare a testare una tecnologia automobilistica a guida autonoma. Secondo Korea Herald, la società avrebbe utilizzato per i test un'auto Hyundai personalizzata.
Nel maggio 2019, per la prima volta in Europa, i contenuti dimostrativi di 8K sono stati ricevuti via satellite senza la necessità di un ricevitore esterno o decodificatore separato utilizzando una TV Samsung. Alla conferenza SES Industry Days del 2019 a Betzdorf, il Lussemburgo ha trasmesso contenuti di qualità 8K (con una risoluzione di 7680x4320 pixel a 50 frame/s) è stato codificato utilizzando un codificatore HEVC Spin Digital (a una velocità dati di 70 Mbit/s), collegato a un singolo 33 Transponder MHz sui satelliti Astra 28.2° E di SES e il downlink ricevuto e visualizzato su un modello TV di produzione Samsung 82 pollici Q950RB.

## Attività
Samsung è un importante produttore di componenti elettronici come batterie agli ioni di litio, semiconduttori, chip, sensori di immagine, moduli fotocamera e dispositivi di memoria flash per clienti come Apple, Sony, HTC e Nokia. Dal 2011 è il più grande produttore al mondo di telefoni cellulari e smartphone, avviatosi con l'originale Samsung Solstice e successivamente impostosi grazie alla popolarità della sua linea di dispositivi Samsung Galaxy. La società è anche un importante fornitore di tablet con la sua linea Samsung Galaxy Tab con tecnologia Android, e di phablet attraverso la famiglia di dispositivi Samsung Galaxy Note. Ha anche sviluppato smartphone 5G come i Galaxy S10 ed S20 e Galaxy Note 10 e Note 20, e i telefoni pieghevoli Galaxy Fold. Samsung è il più grande produttore mondiale di televisori dal 2006, e anche il più grande produttore di chip di memoria. A luglio 2017, Samsung Electronics ha superato Intel come più grande produttore di chip a semiconduttori. È la seconda azienda tecnologica al mondo per fatturato e conta 206 filiali in 68 paesi e 41 impianti produttivi presenti, oltre che in Corea, in Brasile, Cina, Filippine, India, Indonesia, Malaysia, Messico, Polonia, Russia, Slovacchia, Stati Uniti, Thailandia, Ungheria e Vietnam; e 28.000 brevetti registrati. Nel 2011 impiegava complessivamente 190.500 lavoratori.
Nonostante la crisi economica globale che si abbatte sui mercati dal 2008, Samsung è una delle poche aziende che ha visto crescere i propri bilanci. Nel 2010 il suo fatturato è stato di 101,37 miliardi di euro, con un incremento del 13% rispetto all'anno precedente, riuscendo a piazzare sul mercato 280 milioni di pezzi. Gran parte del fatturato è stato generato dal settore della telefonia mobile. Buoni risultati li ha ottenuti anche nel settore informatico di consumo, dove Samsung primeggia tra i produttori delle memorie DRAM. Samsung registra invece una forte flessione nel mercato dei televisori a schermo piatto con un decremento del 26% dei profitti. L'azienda è presente anche con altri marchi, tra cui Anycall, ed assieme alla giapponese Sony ha una joint-venture per la produzione di pannelli LCD, la S-LCD.
Nel 2012 Kwon Oh-hyun venne nominato amministratore delegato della società, e ad ottobre 2017 annunciò che si sarebbe dimesso a marzo 2018, citando una "crisi senza precedenti". Da marzo 2018, la società ha mantenuto un layout a 3 amministratori delegati con Ki Nam Kim, Hyun Suk Kim e Dong Jin Koh, con un amministratore delegato separato per il sud-est asiatico dal 2015, HC Hong.
In seguito, i co-Ceo sono scesi a due e, dal 25 marzo 2025, dopo la morte per infarto di Han Jong-he, l'unico Ceo è Jun Young Hyun.

## L'area di mercato

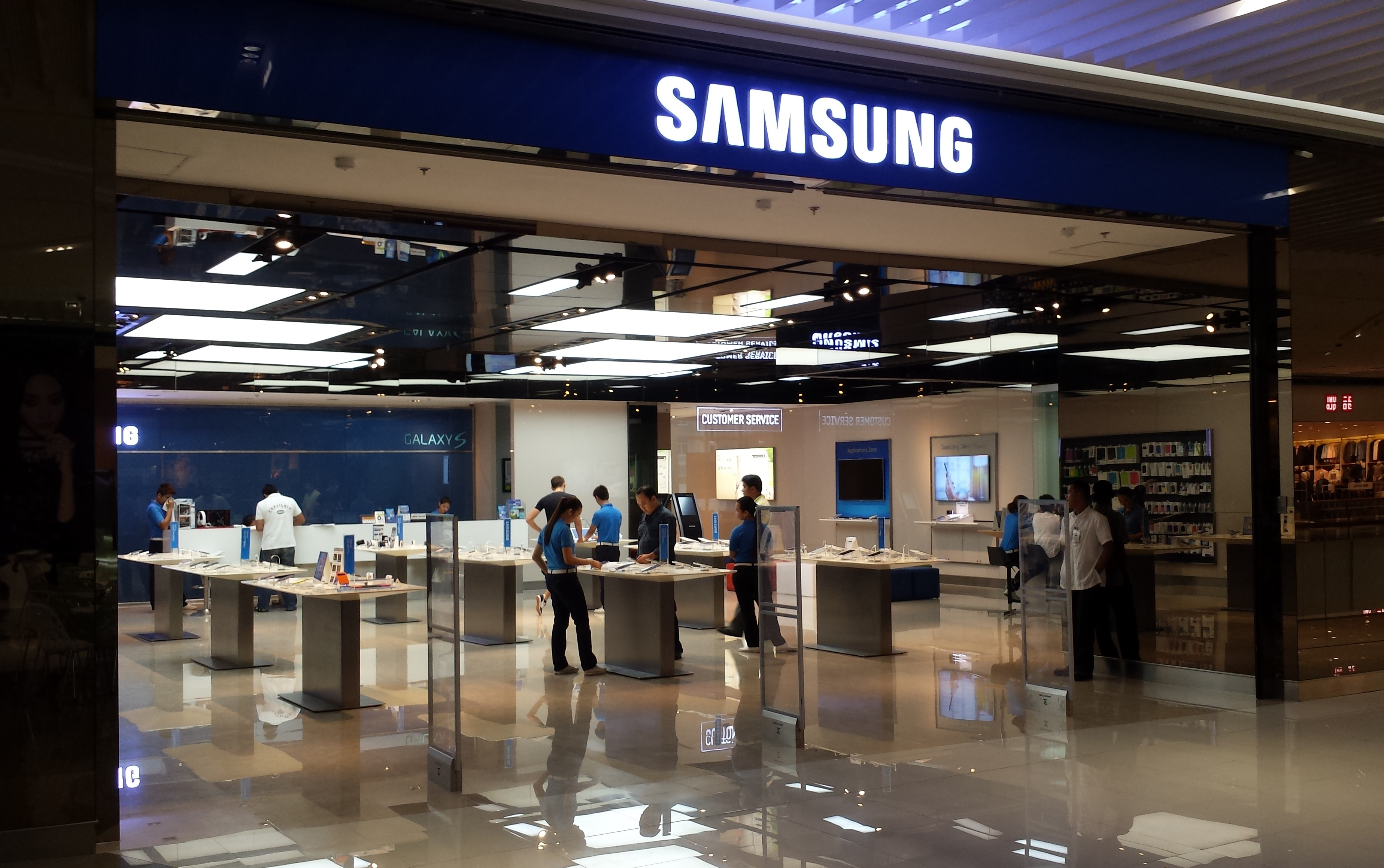
Un negozio Samsung a Taguig, nelle Filippine.

La società si concentra su quattro aree: media digitali, semiconduttori, rete di telecomunicazione e apparecchi digitali LCD.
L'area di business dei media digitali comprende dispositivi informatici come computer portatili e display digitali come televisori e monitor per computer; elettrodomestici come frigoriferi, condizionatori d'aria, depuratori d'aria, lavatrici, forni a microonde e aspirapolvere.
L'area di business dei semiconduttori comprende chip a semiconduttore come SDRAM, SRAM, memoria flash NAND; processori di applicazioni mobili; Ricevitori TV mobili; Ricetrasmettitori RF; Sensori di immagine CMOS, IC, SOC e pacchetto multi-chip (MCP).
L'area di business LCD si concentra sulla produzione di pannelli TFT-LCD e diodi organici a emissione di luce (OLED) per laptop, monitor desktop e televisori.
Samsung Print è stata fondata nel 2009 come entità separata per concentrarsi sulle vendite B2B e ha immesso sul mercato una vasta gamma di dispositivi e stampanti multifunzione e altro ancora. A partire dal 2018 Samsung ha venduto la propria attività di stampa ad HP.

## Prodotti

### Sinossi generale

#### Altro

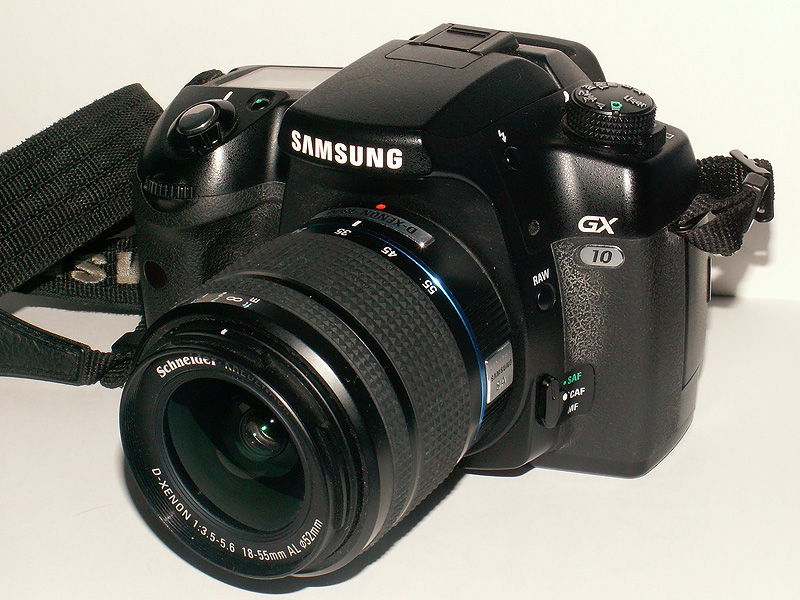
La fotocamera reflex digitale Samsung GX-10

In passato, Samsung produceva stampanti sia per i consumatori che per le aziende, tra cui stampanti monocromatiche, stampanti laser a colori, stampanti multifunzione e modelli di stampanti digitali ad alta velocità per uso aziendale. Sono usciti dal settore delle stampanti e hanno venduto la divisione stampanti ad HP nell'autunno 2017.
Nel 2010 la società ha introdotto alcuni prodotti più efficienti dal punto di vista energetico, tra cui il laptop R580, il netbook N210, la stampante monocromatica laser più piccola al mondo ML-1660 e la stampante multifunzione laser a colori CLX-3185.
Samsung ha introdotto diversi modelli di fotocamere e videocamere digitali, tra cui la fotocamera WB550, la fotocamera con doppio display LCD ST550 e l'HMX-H106 (videocamera Full HD montata su SSD da 64 GB). Nel 2009 l'azienda ha conquistato il terzo posto nel segmento delle fotocamere compatte. Da allora, la società si è concentrata di più sugli articoli più costosi. Nel 2010 la società ha lanciato la NX10, la fotocamera con obiettivo intercambiabile di prossima generazione.
Nel settore dei supporti di memorizzazione, nel 2009 Samsung ha raggiunto una quota di mercato mondiale del dieci percento, guidata dall'introduzione di una nuova unità disco fisso in grado di memorizzare 250 GB per disco da 2,5 pollici. Nel 2010 la società ha iniziato a commercializzare l'HDD da 320 Gb per disco, il più grande del settore. Inoltre, si stava concentrando maggiormente sulla vendita di unità disco rigido esterne. A seguito di perdite finanziarie, la divisione del disco rigido è stata venduta a Seagate nel 2011.
Nel settore dei supporti di memorizzazione, nel 2009 Samsung ha raggiunto una quota di mercato mondiale del dieci percento, guidata dall'introduzione di una nuova unità disco fisso in grado di memorizzare 250 GB per disco da 2,5 pollici. Nel 2010 la società ha iniziato a commercializzare l'HDD da 320 Gb per disco, il più grande del settore. Inoltre, si stava concentrando maggiormente sulla vendita di unità disco rigido esterne. A seguito di perdite finanziarie, la divisione del disco rigido è stata venduta a Seagate nel 2011.
Nel 2014 la società ha annunciato che stava uscendo dal mercato dei laptop in Europa.
Nel 2015 Samsung ha annunciato una proposta per una costellazione di 4600 satelliti in orbita attorno alla Terra a 1400 km di altitudine che potrebbe portare 200 gigabyte al mese di dati Internet a "ciascuno delle 5 miliardi di persone nel mondo". La proposta non ha ancora raggiunto il pieno sviluppo. Se costruita, una tale costellazione competerebbe con le costellazioni satellitari precedentemente annunciate attualmente in fase di sviluppo da OneWeb e SpaceX.
Dal 2017, Samsung produce prodotti audio nell'ambito della sua sovvenzione, Harman. Includono altoparlanti e auricolari contenuti o venduti con i suoi dispositivi.
Tra i principali prodotti dell'azienda coreana vi sono:
- televisori con schermo CRT, LCD e plasma con tecnologia 3D
- computer portatili (sia con disco rigido che a stato solido)
- monitor per PC
- memorie RAM
- unità a stato solido (SSD)
- smartphone e tablet
- elettrodomestici
- auricolari
- computer desktop
- condizionatori d'aria
- automobili (partnership Renault Samsung Motors)

### Pannelli LCD e LED

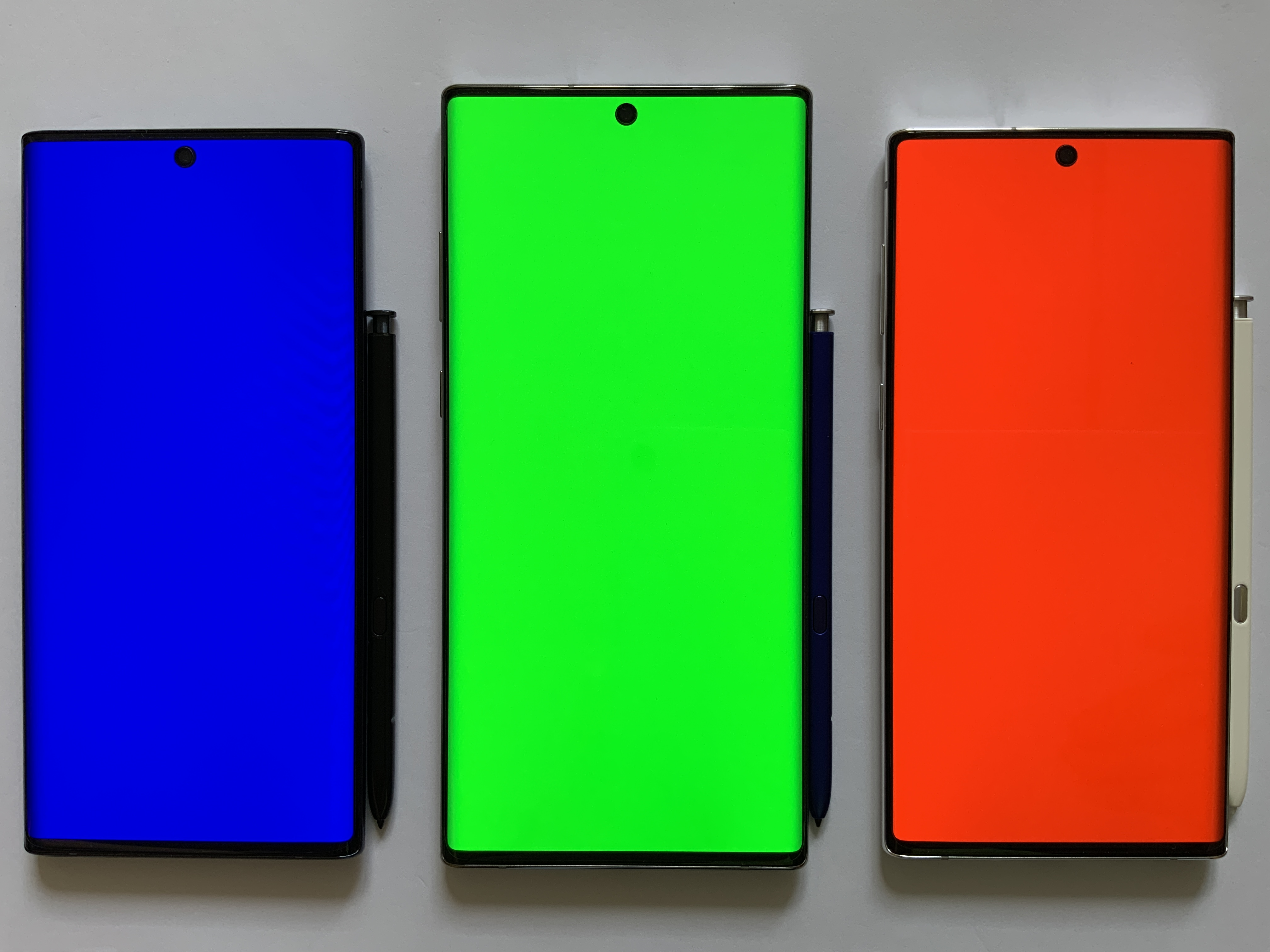
Il Samsung Galaxy Note 10, che incorpora uno schermo dinamico AMOLED Infinity-O

Nel 2004 Samsung era il maggiore produttore mondiale di OLED, con una quota di mercato del 40% in tutto il mondo e dal 2018 detiene una quota del 98% del mercato globale AMOLED. La società ha totalizzato $100,2 milioni su un totale di $475 milioni di entrate nel mercato globale degli OLED nel 2006. A partire dal 2006, detiene oltre 600 brevetti americani e oltre 2.800 brevetti internazionali, rendendola il più grande proprietario di brevetti tecnologici AMOLED.
Gli attuali smartphone AMOLED di Samsung utilizzano il marchio Super AMOLED, con il lancio del Samsung Wave S8500 e del Samsung Galaxy S nel giugno 2010. Nel gennaio 2011, ha annunciato i suoi display Super AMOLED Plus - che offrono numerosi progressi rispetto ai precedenti display Super AMOLED - con matrice a strisce reali (50% in più di pixel secondari), fattore di forma più sottile, immagine più luminosa e riduzione del 18% di consumo di energia.
Nell'ottobre 2007, Samsung ha introdotto un pannello televisivo LCD da 40 mm di spessore di dieci millimetri, seguito nell'ottobre 2008 dal primo pannello al mondo da 7,9 mm. Samsung ha sviluppato pannelli per monitor LCD da 24 pollici (3.5 mm) e laptop da 12,1 pollici (1,64 mm). Nel 2009 Samsung è riuscita a sviluppare un pannello per televisori a LED da quaranta pollici, con uno spessore di 3,9 millimetri (0,15 pollici). Soprannominato "Needle Slim", il pannello è spesso (o sottile) come due monete messe insieme. Si tratta di circa un dodicesimo del pannello LCD convenzionale il cui spessore è di circa 50 millimetri (1,97 pollici).
Pur riducendo sostanzialmente lo spessore, l'azienda ha mantenuto le prestazioni dei modelli precedenti, inclusa la risoluzione Full HD 1080p, 120 Hz e rapporto di contrasto 5000:1. Il 6 settembre 2013, Samsung ha lanciato la sua TV OLED curva da 55 pollici (modello KE55S9C) nel Regno Unito con John Lewis.
Nell'ottobre 2013, Samsung ha diffuso un comunicato stampa per la sua tecnologia di visualizzazione curva con il modello di smartphone Galaxy Round. Il comunicato stampa ha descritto il prodotto come "il primo display flessibile Super AMOLED full HD commercializzato al mondo". Il produttore spiega che gli utenti possono controllare informazioni come il tempo e la durata della batteria quando la schermata principale è spenta e possono ricevere informazioni dallo schermo inclinando il dispositivo.

### Cellulari

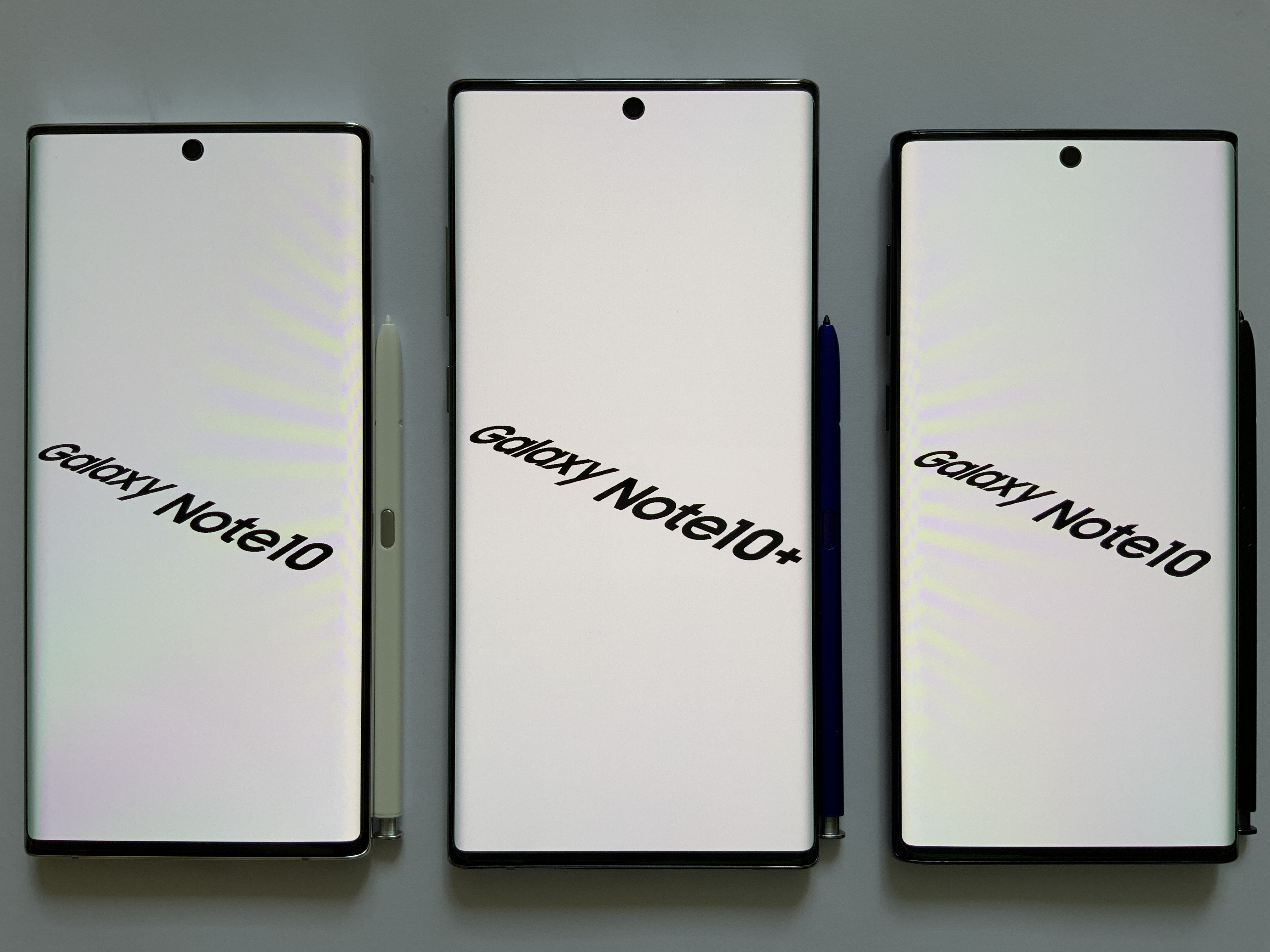
Smartphone Samsung Galaxy Note 10

Sebbene Samsung abbia realizzato anche cellulari feature phone, i dispositivi di punta di Samsung sono quelli della serie Samsung Galaxy S, considerati diretti concorrenti dell'iPhone. Il primo modello della serie venne lanciato inizialmente a Singapore, in Malaysia e in Corea del Sud nel giugno 2010, seguito dagli Stati Uniti a luglio. Ha venduto oltre un milione di unità nei primi 45 giorni in vendita negli Stati Uniti.
Mentre molti altri produttori di cellulari si sono concentrati su uno o due sistemi operativi, Samsung per un certo periodo ne ha utilizzati diversi: Symbian, Windows Phone, LiMo basato su Linux e TouchWiz e Bada proprietari di Samsung.
Nel 2013 Samsung aveva abbandonato tutti i sistemi operativi tranne Android e Windows Phone. Quell'anno Samsung ha commercializzato almeno 43 telefoni o tablet Android e due telefoni Windows.
Alla fine del terzo trimestre del 2010, l'azienda aveva superato i 70 milioni di unità di telefoni venduti, conferendole una quota di mercato globale del 22%, superando la Nokia del 12%. Nel complesso, la società ha venduto 280 milioni di telefoni cellulari nel 2010, corrispondenti a una quota di mercato del 20,2 per cento. La società ha superato Apple nelle vendite mondiali di smartphone durante il terzo trimestre 2011, con una quota di mercato totale del 23,8 percento, rispetto alla quota del 14,6 percento di Apple. Samsung è diventata la più grande azienda produttrice di telefoni cellulari nel 2012, con le vendite di 95 milioni di smartphone nel primo trimestre.
Durante il terzo trimestre del 2013, le vendite di smartphone Samsung sono migliorate nei mercati emergenti come l'India e il Medio Oriente, dove i telefoni più economici erano popolari. A partire da ottobre 2013, l'azienda offre 40 modelli di smartphone sul suo sito Web negli Stati Uniti.
Nel 2019 Samsung ha annunciato di aver terminato la produzione di telefoni cellulari in Cina, a causa della mancanza di domanda cinese. A partire dal 2019 Samsung impiega oltre 200.000 dipendenti nell'area di Hanoi, in Vietnam, per produrre smartphone, mentre esternalizza alcune attività produttive in Cina e produce gran parte dei suoi telefoni in India.

### Semiconduttori

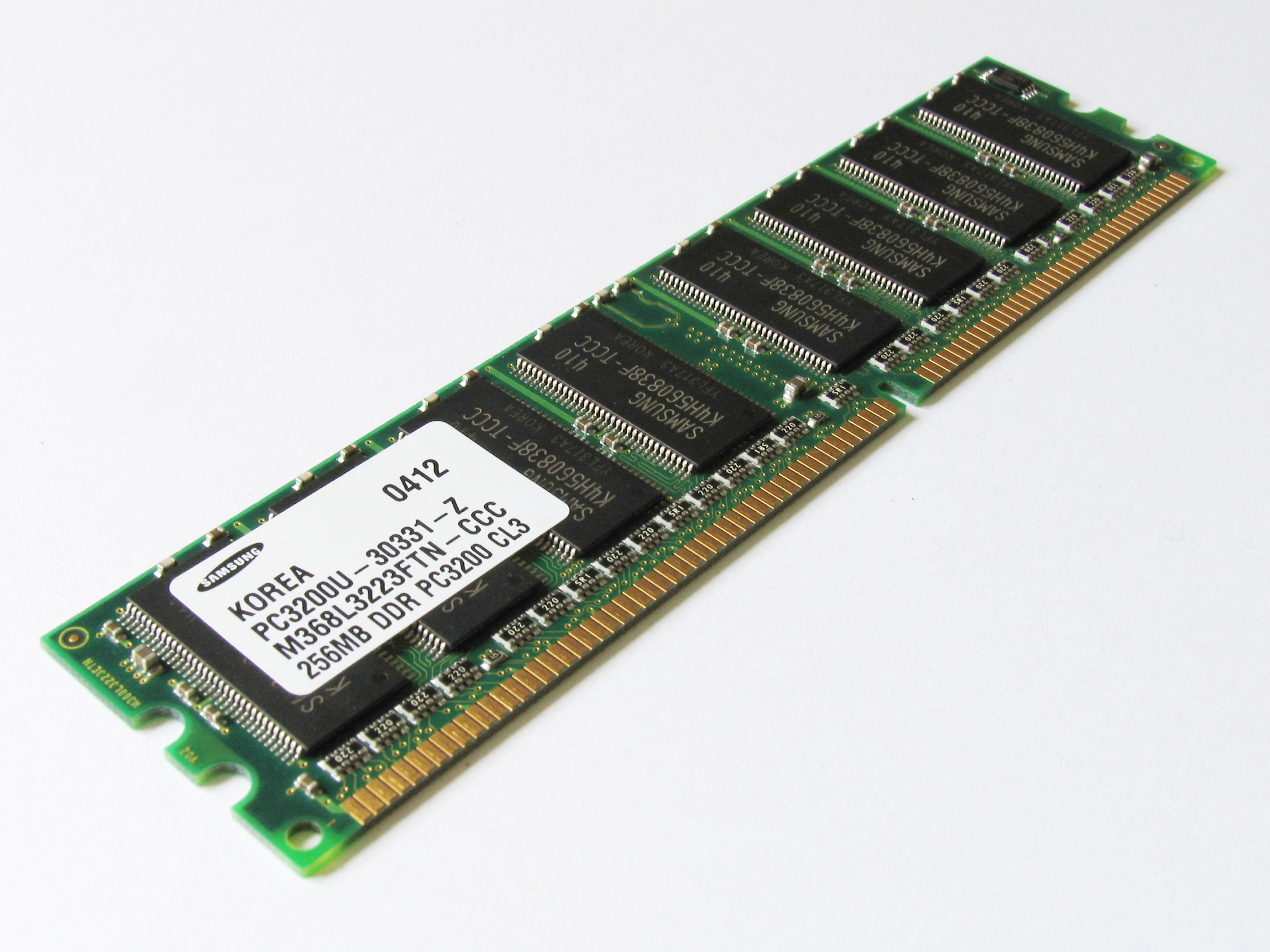
Un modulo Samsung DDR SDRAM

Samsung Electronics è il più grande produttore di chip di memoria al mondo dal 1993, e la più grande azienda di semiconduttori dal 2017. La divisione Samsung Semiconductor produce vari dispositivi a semiconduttore, inclusi nodi a semiconduttore, transistor MOSFET, chip a circuito integrato e memoria a semiconduttore.
Dall'inizio degli anni '90, Samsung Electronics ha introdotto commercialmente una serie di nuove tecnologie di memoria. Hanno introdotto commercialmente SDRAM (memoria dinamica ad accesso casuale) nel 1992, e successivamente DDR SDRAM (SDRAM a doppia velocità di trasmissione) e GDDR (grafica DDR) SGRAM (RAM grafica sincrona) nel 1998. Nel 2009 Samsung ha iniziato a produrre in serie memorie flash NAND flash di 30 nm, e nel 2010 è riuscito a produrre in serie DRAM di 30 nm e NAND flash di 20 nm, entrambi per la prima volta al mondo. Hanno anche introdotto la memoria flash NAND TLC (cella a tre livelli) commercialmente nel 2010, V-NAND flash nel 2013, LPDDR4 SDRAM nel 2013, HBM2 nel 2016, GDDR6 a gennaio 2018, e LPDDR 5 a giugno 2018.
Un'altra area in cui l'azienda ha avuto importanti affari da anni è il segmento della fonderia. Ha iniziato a investire nel settore della fonderia dal 2006 e l'ha posizionato come uno dei pilastri strategici per la crescita dei semiconduttori. Da allora, Samsung è stata leader nella fabbricazione di dispositivi a semiconduttore. Samsung ha iniziato la produzione in serie di un processo di produzione di semiconduttori di classe 20 nm nel 2010, seguito da un processo FinFET di classe 10 nm nel 2013, e nodi FinFET 7 nm nel 2018. Hanno anche iniziato la produzione dei primi nodi da 5 nm alla fine del 2018, con l'intenzione di introdurre nodi GAAFET da 3 nm entro il 2021.
Secondo la società di ricerche di mercato Gartner, nel secondo trimestre del 2010, Samsung Electronics ha conquistato la prima posizione nel segmento DRAM a causa delle vendite energiche dell'articolo sul mercato mondiale. Gli analisti di Gartner hanno dichiarato nel loro rapporto: "Samsung ha consolidato la sua posizione di leader conquistando una quota di mercato del 35%. Tutti gli altri fornitori hanno avuto un cambiamento minimo nelle loro azioni ". La compagnia ha preso la prima posizione in classifica, seguita da Hynix, Elpida e Micron, ha dichiarato Gartner.
Nel 2010 la società di indagini di mercato IC Insights aveva previsto che Samsung sarebbe diventata il più grande fornitore di chip a semiconduttore al mondo entro il 2014, superando Intel.Per il periodo di dieci anni dal 1999 al 2009, il tasso di crescita annuale composto di Samsung nei ricavi dei semiconduttori è stato del 13,5 percento, rispetto al 3,4 percento per Intel. Per il 2015, IC Insights e Gartner hanno annunciato che Samsung è stato il quarto produttore di chip al mondo. Samsung alla fine ha superato Intel per diventare la più grande azienda di semiconduttori del mondo nel 2017.

### Televisori

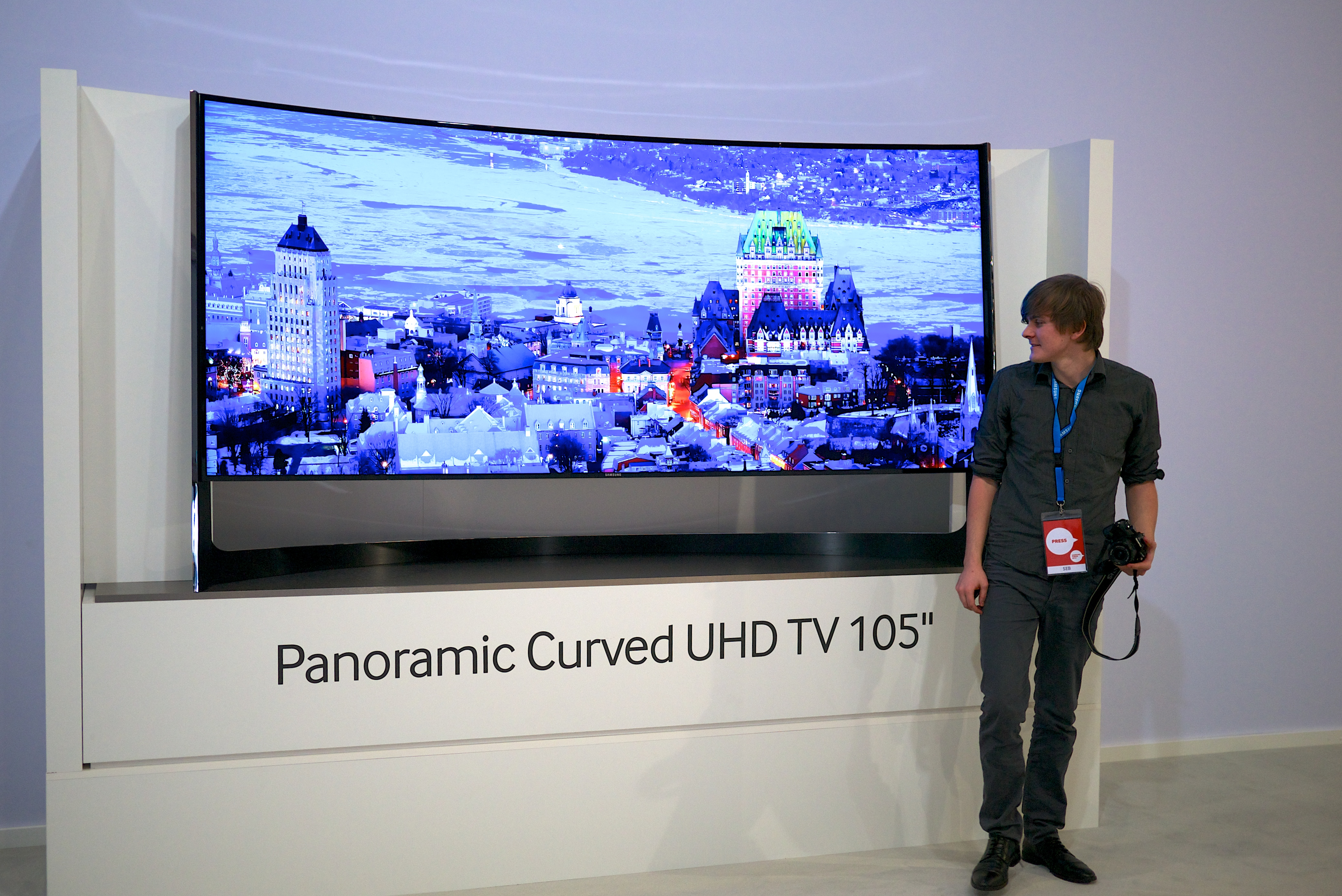
Samsung UN105S9 TV 4K da 105 pollici ad altissima definizione

Nel 2009 Samsung ha venduto circa 31 milioni di televisori a schermo piatto, consentendogli di mantenere la quota di mercato più grande del mondo per il quarto anno consecutivo.
Samsung ha lanciato la sua prima televisione LED 3D Full HD nel marzo 2010. Samsung ha presentato il prodotto all'International Consumer Electronics Show 2010 (CES 2010) tenutosi a Las Vegas.

Samsung ha venduto oltre un milione di televisori 3D in sei mesi dal suo lancio. Questa cifra si avvicina a ciò che molti ricercatori di mercato prevedono per le vendite televisive 3D mondiali dell'anno (1,23 milioni di unità). Ha inoltre debuttato con il 3D Home Theater (HT-C6950W) che consente all'utente di godere contemporaneamente di immagini 3D e suono surround. Con il lancio di 3D Home Theater, Samsung è diventata la prima azienda del settore ad avere l'intera gamma di offerte 3D, tra cui televisione 3D, lettore Blu-ray 3D, contenuto 3D e occhiali 3D. 

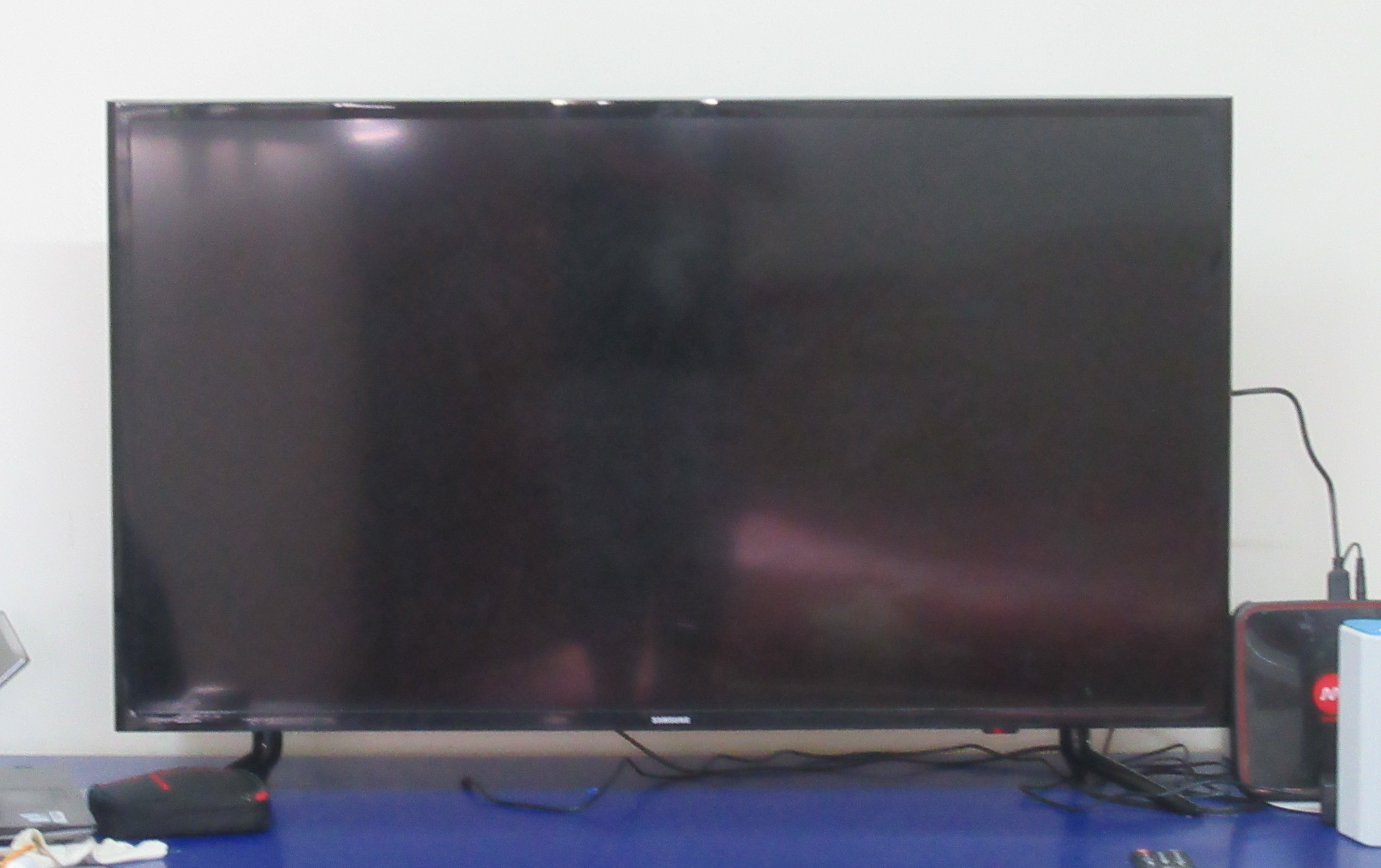
Una TV LED Samsung da 40 "

Nel 2007 Samsung ha introdotto "Internet TV", consentendo allo spettatore di ricevere informazioni da Internet mentre allo stesso tempo guarda la programmazione televisiva convenzionale. Samsung ha successivamente sviluppato "Smart LED TV" (ora ribattezzato "Samsung Smart TV"), che supporta inoltre le app di Smart TV scaricate. Nel 2008 la società ha lanciato il servizio Power Infolink, seguito nel 2009 da una nuovissima Internet @ TV. Nel 2010 ha iniziato a commercializzare la televisione 3D mentre svelava Internet @ TV 2010 aggiornato, che offre il download gratuito (oa pagamento) di applicazioni dal suo Samsung Apps Store, oltre a servizi esistenti come notizie, meteo, borsa, Video e film di YouTube.
Samsung Apps offre servizi premium a pagamento in alcuni paesi, tra cui Corea e Stati Uniti. I servizi sono personalizzati per ogni regione. Samsung prevede di offrire applicazioni orientate alla famiglia come programmi di assistenza sanitaria, cornici digitali e giochi. La gamma di smart TV di Samsung include le app ITV Player e Angry Birds con controllo del movimento.
A partire dal 2015 i televisori intelligenti Samsung eseguono un sistema operativo personalizzato dal sistema operativo Tizen basato su Linux open source. Data l'elevata quota di mercato di Samsung nel mercato della televisione intelligente, circa il 20% dei televisori intelligenti venduti in tutto il mondo nel 2018 utilizza Tizen.

### Cinema digitale
Il 13 luglio 2017 uno schermo a LED per il cinema digitale sviluppato da Samsung Electronics è stato mostrato pubblicamente su uno schermo alla Lotte Cinema World Tower di Seul.

### Samsung TV Plus
Samsung TV Plus è la piattaforma che al 2023 offre 90 canali gratuiti in italiano e in inglese, in cambio di pubblicità. La piattaforma è legata al sistema operativo proprietario Tizen OS.

## Samsung Store
Samsung possiede negozi dedicati per mostrare i propri prodotti.

### Corea del Sud
Samsung ha vari negozi di servizi in tutta la Corea del Sud, che hanno vetrine di vari prodotti Samsung disponibili per l'acquisto con centri di riparazione per quegli articoli. Vi sono anche negozi dedicati all'installazione di grandi elettrodomestici come TV, lavastoviglie e frigoriferi, e negozi solo per la vendita e la riparazione dei prodotti di memoria, come gli SSD.

### Canada

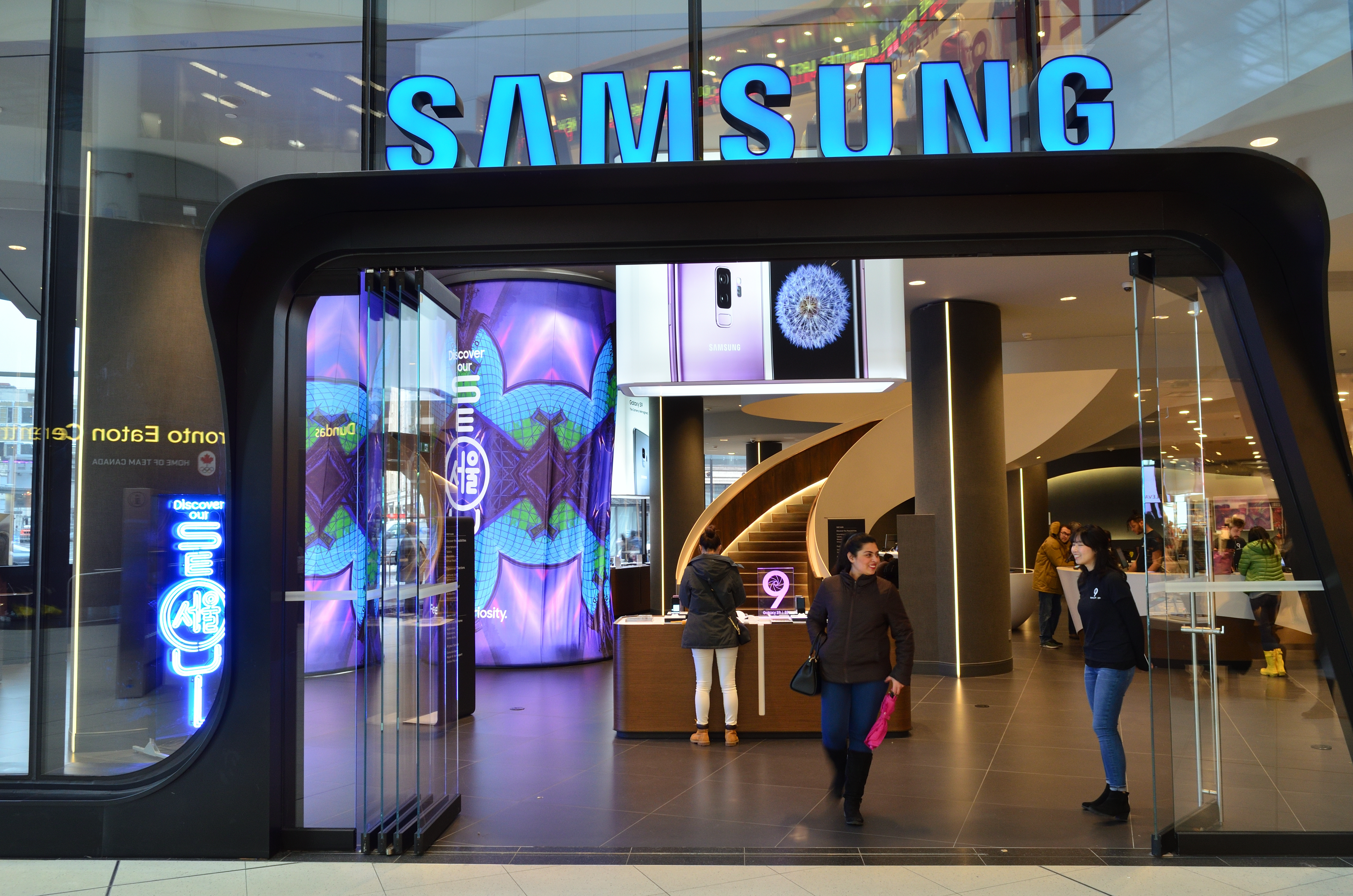
Samsung Experience Store al Toronto Eaton Centre

#### Toronto
Situato a Toronto nel Toronto Eaton Centre, il Samsung Experience Store ha due piani.
Al primo piano ci sono telefoni, tablet, smartwatch, altri dispositivi elettronici e accessori in mostra. C'è anche una sezione di realtà virtuale in cui puoi giocare a giochi VR e sedersi su una sedia per guardare video in VR, come andare sulle montagne russe.
Al secondo piano, c'è una sezione casalinga in cui sono mostrati frigoriferi, stufe, elettrodomestici Samsung. La sezione TV mostra i loro televisori sul grande schermo. C'è anche una sezione per la garanzia e le riparazioni.

### Altri
- CF Richmond Centre
- CF Sherway Gardens
- Metropoli a Metrotown
- West Edmonton Mall
- Centro commerciale Yorkdale

Fonte:

### Stati Uniti d'America

#### Samsung Experience Stores
- New York – Roosevelt Field
- Houston – The Galleria
- Los Angeles – Americana at Brand

#### Samsung Experience Shops
Oltre a queste sedi, Samsung gestisce un Samsung Experience Shop situato all'interno dei negozi Best Buy.

## Direzione e consiglio di amministrazione
Nel dicembre 2010, Samsung ha cambiato il proprio sistema di gestione da un unico sistema sotto la guida di Choi Gee-sung ad un gruppo di gestione per due persone con Choi Gee-sung, AD e vicepresidente, e Lee Jae-yong, direttore operativo e presidente. A giugno 2012, Samsung ha nominato Kwon Oh-hyun amministratore delegato della società. Samsung ha inoltre riorganizzato le sue basi di marketing estere in linea con i cambiamenti del mercato, tra cui una consociata regionale britannica/dell'Europa continentale e una consociata regionale cinese/Taiwan.
Nel 2012 Samsung ha nominato il direttore dei prodotti mobili, JK Shin, come presidente/AD di Samsung Electronics per i prodotti di consumo mobili.
Nel 2010 la società ha aggiunto una nuova divisione aziendale per l'imaging digitale ed è composta da otto divisioni, tra cui display esistente, soluzioni IT, elettronica di consumo, wireless, rete, semiconduttori e LCD.
Ha unito l'elettronica di consumo e i condizionatori d'aria nel 2010 sotto la divisione commerciale dell'elettronica di consumo. Il business dei set-top box è stato unito alla divisione Visual Display Business.
La riorganizzazione della società nel dicembre 2010 è stata la seguente: Tra le otto divisioni, la divisione di rete e la divisione di imaging digitale hanno avuto nuovi incarichi, mentre le restanti divisioni vennero mantenute conformemente ai loro risultati.
- Amministratore delegato, vicepresidente: Choi Gee-sung
- Direttore finanziario: presidente Yoon Ju-hwa
- Amministratore delegato, presidente: Lee Jae-yong
- Amministratore delegato, presidente: JK Shin

I seguenti sono i nomi dei membri del consiglio di amministrazione:
| Consiglio di amministrazione | Consiglio di amministrazione                                                            |
| Nome                         | Ruolo                                                                                   |
| ---------------------------- | --------------------------------------------------------------------------------------- |
| Choi Gee-sung                | Presidente, vicepresidente e amministratore delegato                                    |
| Yoon Ju-hwa                  | Capo dell'ufficio finanziario                                                           |
| Tim Baxter                   | Presidente del Samsung North American Branch                                            |
| Jonathan Stewers             | Capo del design mobile (North American Branch)                                          |
| Robert Bardaeu               | Sviluppatore dei prodotti/Reclutamento degli sviluppatori (North American Branch)       |
| Yoon Dong-min                | Direttore indipendente (Attorney at Law, Kim & Chang)                                   |
| Lee Chae-woong               | Direttore indipendente (Professore d'economia dell'Università di Sungkyunkwan)          |
| Lee In-ho                    | Direttore indipendente (Consulente, Shinhan Bank)                                       |
| Park Oh-soo                  | Direttore indipendente (Professore di economia aziendale, Università Nazionale di Seul) |

## Quota di mercato per i principali prodotti
| Prodotto                                    | Quota di mercato mondiale Samsung | Principale concorrente | Quota di mercato | Anno    | Fonte   |
| ------------------------------------------- | --------------------------------- | ---------------------- | ---------------- | ------- | ------- |
| OLED a matrice attiva                       | 98%                               | LG Display, AUO        | 0,5~1,5%         | Q2 2010 | [ 165 ] |
| DRAM                                        | 49,6%                             | SK Hynix               | 24,8%            | Q2 2013 | [ 166 ] |
| NAND flash                                  | 42,6%                             | Toshiba                | 27,7%            | Q2 2011 |         |
| Cellulari                                   | 34%                               | Apple Inc.             | 13,4%            | Q3 2013 | [ 167 ] |
| Pannelli LCD di grandi dimensioni (entrate) | 20,2%                             | LG Display             | 26,7%            | Q4 2013 | [ 168 ] |
| Batterie agli ioni di litio                 | 18%                               | Sanyo                  | 20%              | Q2 2010 | [ 169 ] |
| Unità a stato solido (SSD)                  | 46,8%                             | SanDisk                | 12,7%            | Q4 2015 | [ 170 ] |
| Monitor LCD                                 | 18%                               | LG Electronics         | 12,7%            | 2010    | [ 171 ] |
| Televisori (LCD, PDP, CRT, LED)             | 24%                               | LG Electronics         | 14,7%            | Q2 2010 | [ 172 ] |

## Principali clienti
| Clienti principali di Samsung (Q1 2010) | Clienti principali di Samsung (Q1 2010) | Clienti principali di Samsung (Q1 2010)                        | Clienti principali di Samsung (Q1 2010) |
| Posizione                               | Azienda                                 | Descrizione delle parti                                        | Percentuale delle vendite totali        |
| --------------------------------------- | --------------------------------------- | -------------------------------------------------------------- | --------------------------------------- |
| 1                                       | Sony                                    | DRAM, NAND flash, pannelli LCD, etc.                           | 3,7                                     |
| 2                                       | Apple                                   | AP (processore mobile), AMOLED DISPLAY, DRAM, NAND flash, etc. | 2,6                                     |
| 3                                       | Dell                                    | DRAM, pannelli flat, batterie agli ioni di litio, etc.         | 2,5                                     |
| 4                                       | Hewlett-Packard                         | DRAM, pannelli flat, batterie agli ioni di litio, etc.         | 2,2                                     |
| 5                                       | Verizon Communications                  | Telefoni, etc.                                                 | 1,3                                     |
| 6                                       | AT&T                                    | Telefoni, etc.                                                 | 1,3                                     |

## Applicazioni Samsung
- S Voice
- Samsung Health
- S Calendar
- Story Album
- Samsung Gear
- Samsung Link
- Samsung Kick
- Samsung Level
- Samsung Slash
- Samsung Smart Home
- Samsung Gear Fit Manager
- Samsung Smart Switch
- Modes Photo
- My Knox
- Galaxy View Remote
- Samsung Tectiles
- Chef Collection
- Galaxy S5 Experience
- Galaxy Note Experience
- Galaxy S6 | S6 edge Experience
- Galaxy S6 edge+ Experience
- Galaxy Note 5 Experience
- Gear S2 Experience
- S Translator
- Video Editor
- Nombreux filtres
- SideSync
- Good Lock
- Game Tuner
- Optical Reader
- Samsung ChatON
- Charm by Samsung
- Samsung Power Sleep
- Samsung Internet
- Family Square
- iWork Converter
- Organize+
- Bixby
- Food
- Samsung Wallet
- Samsung Find
- Samsung TV Plus
- Samsung Notes
- Samsung Shop

## Club sportivi
- Samsung Electronics Athletic Club
- Samsung Electronics Equestrian Club
- Samsung Galaxy (sport elettronico)

## Slogan
- Samsung For Today and Tomorrow (1993–2002)
- Everyone's Invited (1999–2005)
- Samsung, Imagine (2005–2007)
- Samsung, Next Is What? (2007–2010)
- Samsung, Turn on Tomorrow (2010–2011)
- Samsung, The Next Is Now
- Samsung, The Next Big Thing is Here (2013–2017)
- Do bigger things
- Samsung, Do What You Can't (2017–presente)

## Telefoni cellulari, tablet e smartwatch

### Innovazioni dei telefoni cellulari
- SPH-V7800: primo cellulare con fotocamera da 5 megapixel (zoom ottico 3x)
- SPH-V8200: primo cellulare con fotocamera da 8 megapixel (solo per il mercato coreano)
- SGH-A800: uno dei primi telefoni Samsung (in bianco e nero ma con il servizio internet OPENWAVE).
- SGH-C100: primo cellulare ad usare la fotocamera e il doppio display.
- SGH-D100: primo cellulare ad usare la sigla GPRS, dopo questo appare il logo SAMSUNG. I loghi GPRS sono stati apparsi in vari telefoni, uno ad avere varie case di negozi.
- SGH-E317: primo cellulare ad usare la sigla Cingular.
- SGH-T100 & SGH-C110: primo cellulare con le lettere in vari sigle finali, usato nei telefoni.
- SGH-P730: primo cellulare con doppio display.
- SGH-X400: primo cellulare con il pulsante JoyPad e i giochi pre-installati (Java).
- SGH-I300: primo cellulare con memoria da 3 GB
- SGH-I300x: primo cellulare con memoria da 4 GB
- SCH-B570: primo cellulare con memoria da 8 GB (2006)
- SCH-B600: primo cellulare con fotocamera da 10 megapixel (2006)
- Samsung VLUU i70: prima fotocamera digitale con tecnologia HSDPA integrata (2007)
- Samsung SGH U600: primo cellulare ultrapiatto (10 mm) con tastiera scorrevole, primo cellulare con tastiera esterna a sfioramento, primo cellulare con altoparlante stereo ICE power Technology by Bang & Olufsen, primo cellulare Samsung con Visual Radio
- Samsung D880 Duos: primo cellulare dotato di tecnologia dual sim
- Samsung SGH-B720: primo cellulare con fotocamera da 48 megapixel.
- Samsung Galaxy S5: primo cellulare con fotocamera Live HDR View

### Smartphone
- Samsung Omnia

Samsung Galaxy smartphone

  - SGH-i900 Omnia: primo cellulare Samsung Touch Screen con menu in parte personalizzato dall'azienda coreana (2008) basato su Windows Mobile
  - Samsung i8000 Omnia: evoluzione dell'i900 Omnia; è caratterizzato da un full-touchscreen più sensibile rispetto al precedente modello e grazie all'interfaccia TouchWiz 2.0 3D.
  - Samsung i8910 Omnia HD: primo cellulare con schermo Touch Screen da 3,7 pollici AMOLED (2009), primo cellulare a registrare video in alta definizione (720p), con sistema operativo proprietario Symbian
  - Samsung Omnia 7: primo smartphone della casa con Windows Phone 7
  - Samsung Omnia W: secondo smartphone della casa con Windows Phone 7.5 e aggiornabile alla versione 7.8.
  - Samsung GT-S5250
- Samsung Wave S8500: il primo cellulare con schermo Super AMOLED e il primo con sistema operativo proprietario di Samsung Bada
- Samsung Vodafone 360 M1: smartphone realizzato in collaborazione con Vodafone che applica le funzionalità del servizio Vodafone 360 (comprende sincronizzazione contatti di Facebook, navigatore, e altre applicazioni on-line), display 3.2" touchscreen 16 M, memoria espandibile sino a 16 GB (dispositivo con numerosi bugs, sia a livello di software che di hardware)
- Samsung Galaxy (I7500): Primo smartphone Samsung ad utilizzare Android
- Samsung Galaxy Chat
- Samsung Galaxy Beam
- Samsung Galaxy Fame
- Samsung Galaxy Core
- Samsung Galaxy J1
- Samsung Galaxy J5
- Samsung Galaxy Ace
- Samsung Galaxy Ace Plus
- Samsung Galaxy S: Primo smartphone Android di Samsung ad utilizzare solo due tasti touch ed uno fisico, ed un display Corning Gorilla Glass da 4" Super AMOLED
- Samsung Galaxy S II: primo cellulare dotato di display Super AMOLED Plus da 4.27", processore Dual-Core Exynos da 1,2 GHz e RAM da 1 GB
- Samsung Galaxy S III: primo smartphone ad utilizzare un SuperAMOLED HD da 4.81" con Gorilla Glass 2, processore Quad-Core Exynos 4 da 1,4 GHz ed NFC.
- Samsung Galaxy Note II: primo ibrido (smartphone - tablet) ad utilizzare un display super AMOLED HD da 5,5", processore quad core a 1.6 GHz e 2 gb di RAM
- Samsung ATIV S: primo smartphone della casa con Windows Phone 8 ad utilizzare un SuperAMOLED HD da 4.81" con Gorilla Glass 2, NFC.
- Samsung Galaxy S4: esistono due versioni di questo smartphone: quella orientale (codice: I9500) con display full hd da 4.99", processore Exynos 5-Octa e fotocamera posteriore da 13 megapixel, e quella venduta nel resto nel mondo (Codice: I9505), con processore Snapdragon Quad-Core, e fotocamera posteriore da 13 megapixel.
- Samsung Galaxy S5
- Samsung Galaxy S6: primo smartphone della casa ad essere costruito interamente in alluminio e vetro.
- Samsung Galaxy S6 Edge: primo smartphone della casa ad avere un doppio vetro curvo.
- Samsung Galaxy S6 Edge Plus o Samsung Galaxy S6 Edge+: versione con uno schermo maggiore dell'S6 Edge
- Samsung Galaxy S7
- Samsung Galaxy S7 Edge
- Samsung Galaxy S8: primo telefono a non riportare tasti fisici sullo schermo e non avere il logo davanti.
- Samsung Galaxy S8 Plus o Samsung Galaxy S8+: è la prima volta che Samsung produce due telefoni esclusivamente "edge" (S8 e S8+), ossia con lo schermo curvo.
- Samsung Galaxy Note 8
- Samsung Galaxy S9
- Samsung Galaxy S9+
- Samsung Galaxy Note 9
- Samsung Galaxy S10
- Samsung Galaxy S10+
- Samsung Galaxy S10e
- Samsung Galaxy S20 / S20+ / S20 Ultra
- Samsung Galaxy S20 FE
- Samsung Galaxy S21 / S21 Plus / S21 Ultra / S21 FE
- Samsung Galaxy S22 / S22 Plus / S22 Ultra
- Samsung Galaxy S23 / S23 Plus / S23 Ultra
- Samsung Galaxy S23 FE
- Samsung Galaxy S24 / S24 Plus / S24 Ultra
- Samsung Galaxy S24 FE
- Samsung Galaxy S25 / S25 Plus / S25 Ultra

### Tablet
- Samsung Galaxy Tab: primo tablet di Samsung con sistema operativo Android di Google
- Samsung Galaxy Tab 10.1: primo tablet a montare il sistema operativo Android Honeycomb 3.1 di Google
- Samsung Galaxy Note: primo ibrido tra smartphone e tablet con processore dual core da 1,4 GHz
- Samsung Galaxy Note II: secondo ibrido tra smartphone e tablet con processore quad core da 1,6 GHz
- Samsung ATIV Tab: primo tablet di Samsung con sistema operativo Windows RT.
- Samsung ATIV SmartPC: primo tablet di Samsung con sistema operativo Windows 8.
- Samsung ATIV SmartPC pro: primo tablet di Samsung con sistema operativo Windows 8 Pro.
- Samsung Galaxy Tab 2
- Samsung Galaxy Note 10.1: primo tablet con processore quad core da 1.4 GHz, 2 GB di memoria RAM e funzionalità legate alla possibilità di utilizzare l'S-Pen.
- Samsung Galaxy Tab 3 10.1
- Samsung Galaxy Tab 3 8.0
- Samsung Galaxy Tab 3 7.0
- Samsung Galaxy Note 8.0
- Samsung Galaxy Tab S2
- Samsung Galaxy Tab E
- Samsung Galaxy Tab S3
- Samsung Galaxy Tab S4
- Samsung Galaxy Tab A
- Samsung Galaxy Tab S5e
- Samsung Galaxy Tab S6
- Samsung Galaxy Tab S7, S7+, S7FE
- Samsung Galaxy Tab S8, S8+, S8 ultra
- Samsung Galaxy Tab S9, S9+, S9 ultra, S9FE, S9FE+

### Smartwatch
- Samsung Gear S2
- Samsung Gear S3
- Samsung Gear Sport
- Samsung Galaxy Watch
- Samsung Galaxy Watch Active

## Samsung in Italia
Samsung è presente in Italia dal 1991 con la filiale Samsung Electronics Italia S.p.A. che ha sede a Milano.
La società conta circa 500 dipendenti, e il mercato italiano rappresenta uno dei maggiori dell'azienda sudcoreana in Europa, dove possiede una quota di mercato del 28%.

## Stabilimenti produttivi

### Vietnam
Samsung electronics possiede in Vietnam cinque strutture. Tre sono situate nel nord del paese:
SEV (Samsung Electronics Vietnam)
Situata a Bac Ninh. Produce componenti e assembla dispositivi. Numero dipendenti: 40.000. Investimento totale fatto da Samsung in questo stabilimento: 2,5 miliardi di dollari.
SEVT (Samsung Electronics Vietnam Thái Nguyên)
Situato a Thai Nguyen. Impianto di produzione e assemblaggio dei componenti. Numero dipendenti: 65.000. Investimento totale fatto da Samsung in questo stabilimento: 5 miliardi di dollari.
SVMC (Samsung Vietnam R&D Mobile Center)
Situato ad Hanoi, capitale del paese. È un centro di ricerca e sviluppo. Circa 2000 ingegneri lavorano in questa struttura. Questo centro, dove lavorano principalmente vietnamiti, è molto importante per il Vietnam. Consente infatti ai Vietnamiti di non essere soltanto un pezzo della catena di produzione ma di sviluppare loro stessi parte dei componenti e dei dispositivi elettronici che vengono poi messi in commercio dalla Samsung (un esempio di smartphone progettato in questo stabilimento è il Samsung Galaxy A7). Il centro rappresenta quindi un'importante opportunità per i vietnamiti di acquisire il know how necessario per provare ad iniziare a sviluppare una loro industria hi-tech.
Le restanti due sono situate ad Ho Chi Minh, nel sud del paese:
SEHC (Samsung Electronics Ho Chi Minh)
Stabilimento produttivo costruito nel parco Hi-Tech Saigon di Ho chi min. Numero dipendenti: 7000. Investimento totale fatto da Samsung in questa struttura: 2 miliardi di dollari. In questo stabilimento è stato costruito, pochi anni dopo la costruzione dell'SMVC di Hanoi, un secondo centro di ricerca e sviluppo denominato SHRD (acronimo di: Samsung Ho Chi Minh Research & Development). A differenza dell'SMVC, specializzato nella ricerca finalizzata alla produzione di smartphones e in generale di smart devices, il centro SHRD è specializzato nella ricerca finalizzata alla produzione di lavatrici, aspirapolveri, frigoriferi e TV.
SAVINA
Struttura responsabile delle attività di vendita e di marketing dei prodotti Samsung in Vietnam.

### Cina
Samsung sta chiudendo molti dei suoi stabilimenti in Cina per spostare la produzione in paesi in cui il costo della manodopera è più basso. Negli ultimi anni ha ad esempio incrementato la produzione in Vietnam.

## Loghi

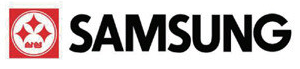
logo di Samsung Electronics usato da fine 1969 fino al 1979
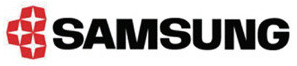
logo di Samsung Electronics dal 1980 al 1992
logo introdotto a marzo 1993 ed in uso fino alla fine del 2015[184]
l'attuale marchio del Gruppo Samsung attuale logo di Samsung Electronics, in uso dal 2015